# 高铼酸铝
高铼酸铝是一种无机化合物，化学式为Al(ReO4)3。

## 化学性质
高铼酸铝在300℃以上分解，生成七氧化二铼和氧化铝：
2 Al(ReO4)3 → 3 Re2O7 + Al2O3